# 全日本学生合気道連盟
全日本学生合気道連盟（ぜんにほんがくせいあいきどうれんめい）は、全国の大学合気道部の相互交流を目的をした団体である。

## 概要
1955年頃、各地の大学合気道部同士の横のつながりが無いことを憂いた田中茂穂（明治神宮武道場「至誠館」初代館長）が、「道場の違いに左右されず、学校同士で横の連絡を取り合い、相互の親睦を図る」ために連盟の結成を提唱し、これに共鳴した亀井静香（当時東京大学合気道部主将）らが中心となり、1959年5月に学生合気道連盟準備会が発足した。
しかし、会長の人選を巡り大学同士の対立が起こり、双方合意に至らないまま、1961年6月26日、工藤昭四郎を会長、亀井静香を委員長とする全日本学生合気道連盟が発足。一方、連盟を離脱した合気会系の部は同年関東学生合気道連盟（後の全国学生合気道連盟）を結成した。
現在は毎年10月上旬に日本武道館にて開催される全日本学生合気道演武大会や、3月に日本武道館研修センターで行われる通称「勝浦合宿」を通じて交流している。
以上の経緯により、全日本学生合気道連盟に加盟する合気道部の殆どは、至誠館、養神館、日本合気道協会、昭道館のいずれかに属する道場である。